# Gemeinde Radlau
Die Gemeinde Radlau, polnisch Gmina Radłów ist eine Landgemeinde im Powiat Oleski der Woiwodschaft Opole in Polen. Sie hat rund 4139 Einwohner und ist seit 2022 offiziell zweisprachig (Polnisch und Deutsch). Ihr Sitz ist das gleichnamige Dorf mit etwa 600 Einwohnern. 

## Geographie
Die Landgemeinde liegt im Nordosten der Woiwodschaft auf der Schlesischen Hochebene und grenzt an die Kreisstadt Olesno (Rosenberg O.S.). Częstochowa (Tschenstochau) liegt 30 Kilometer südöstlich. Die nördliche Gemeindegrenze bildet die Grenze Oberschlesiens zu Kleinpolen.
Größtes Fließgewässer ist die Prosna, die bei Wollentschin entspringt. Auch der Bach Prąd entspringt im Gemeindegebiet.
Das Gemeindegebiet erstreckt sich auf einer Fläche von 116,73 km², davon werden 59,3 % land- und 34,5 Prozent forstwirtschaftlich genutzt. Wälder nehmen vor allem den Süden des Gemeindegebiets ein.
Nachbargemeinden sind im Norden Rudniki, im Osten Krzepice, im Süden Olesno sowie im Westen Gorzów Śląski (Landsberg O.S.).

## Geschichte
Die Gemeinde wurde 1946 als Gmina Sternalice gegründet. Das kleinere Radłów wurde 1952 Gemeindesitz. Von 1975 bis 1998 gehörte die Gemeinde zur Woiwodschaft Częstochowa.
Die Gemeinde Radlau 2006 wurde offiziell zweisprachig – dem polnischen Minderheitengesetz von 2005 entsprechend – und 2007 wurde ein Gemeindebeschluss zur Aufstellung von zweisprachigen Ortsschildern vom Innenministerium genehmigt. Am 12. September 2008 stellte Radlau als erste Kommune in Polen zweisprachige Ortsschilder auf.
Wappen
Blasonierung: Das Wappen der Gemeinde zeigt in Grün einen silbernen Pflug.
Das Wappen wurde in dieser Form 2001 eingeführt. Es ist ein Redendes Wappen, da sich der Ortsname vom Wort radło (= Pflug) ableitet. Die grüne Farbgebung des Schildes steht für die Bedeutung der Landwirtschaft in der Gemeinde.

## Gliederung
Die Landgemeinde Radlau besteht aus folgenden Dörfern mit Schulzenamt (sołectwo):
| Ortsteil                            | Einwohner 1910 | Einwohner 2007 |
| ----------------------------------- | -------------- | -------------- |
| Bischdorf / Biskupice               | 1.050          | 435            |
| Friedrichswille / Kolonia Biskupska |                | 186            |
| Kostellitz / Kościeliska            | 961            | 737            |
| Ellguth / Ligota Oleska             | 631            | 395            |
| Neu Karmunkau / Nowe Karmonki       | 739            | 449            |
| Radlau / Radłów                     | 561            | 627            |
| Sternalitz / Sternalice             | 950            | 838            |
| Wichrau / Wichrów                   | 603            | 427            |
| Wollentschin / Wolęcin              | 204            | 146            |

Die Landgemeinde umfasst drei weitere Ortschaften, die nicht den Status eines Schulzenamts haben: Straßenkrug / Biskupskie Drogi, Psurow / Psurów und Alt Karmunkau / Stare Karmonki.

## Politik

### Gemeindevorsteher
An der Spitze der Gemeindeverwaltung steht der Gemeindevorsteher. Seit 2014 ist dies Włodzimierz Kierat von der Deutschen Minderheit. Die turnusmäßige Wahl im April 2024 brachte folgendes Ergebnis:
- Włodzimierz Kierat (Schlesische Kommunalverwaltung) 62,6 % der Stimmen
- Justyna Szoprun (Wahlkomitee Justyna Szoprun) 33,5 % der Stimmen
- Radosław Zaręba (Konfederacja und unabhängige lokale Verwaltungen) 3,9 % der Stimmen

Damit wurde Amtsinhaber Kierat bereits im ersten Wahlgang mit deutlicher Mehrheit wiedergewählt.
Die turnusmäßige Wahl im Oktober 2018 brachte folgendes Ergebnis:
- Włodzimierz Kierat (Wahlkomitee Deutsche Minderheit) 55,1 % der Stimmen
- Justyna Szoprun (Wahlkomitee „Lokale Arbeit“) 44,9 % der Stimmen

Damit wurde Kierat bereits im ersten Wahlgang wiedergewählt.

### Gemeinderat
Der Gemeinderat besteht aus 15 Mitgliedern und wird direkt in Einpersonenwahlkreisen gewählt. Die Gemeinderatswahl 2024 führte zu folgendem Ergebnis:
- Schlesische Kommunalverwaltung (Deutsche Minderheit) 42,6 % der Stimmen, 8 Sitze
- Wahlkomitee „Neue Horizonte für die Gemeinde Radlau“ 23,6 % der Stimmen, 3 Sitze
- Wahlkomitee Justyna Szoprun 18,0 % der Stimmen, 2 Sitze
- Konfederacja und unabhängige lokale Verwaltungen 7,8 % der Stimmen, kein Sitz
- Wahlkomitee Katarzyna Tracz 4,2 % der Stimmen, 1 Sitz
- Trzecia Droga (TD) 3,8 % der Stimmen, 1 Sitz

Die Gemeinderatswahl 2018 führte zu folgendem Ergebnis:
- Wahlkomitee Deutsche Minderheit 52,3 % der Stimmen, 10 Sitze
- Wahlkomitee „Lokale Arbeit“ 19,6 % der Stimmen, 1 Sitz
- Wahlkomitee Łukasz Kansy 13,1 % der Stimmen, 3 Sitze
- Polskie Stronnictwo Ludowe (PSL) 11,9 % der Stimmen, 1 Sitz
- Wahlkomitee Marek Lotza 3,1 % der Stimmen, kein Sitz

## Bildung
Im Hauptort befindet sich eine Mittelschule (gimnazjum). Die Gemeinde unterhält in Radlau eine Bibliothek, ein Dorfgemeinschaftshaus (Ośrodek Kultury) und einen Kindergarten.